# Světová výstava 1992
Světová výstava, Sevilla, 1992 neboli Expo '92 proběhla od 20. dubna do 12. října 1992 na ostrově La Isla de La Cartuja ve španělské Seville. Výstava se konala u příležitosti 500. výročí objevení Ameriky (Kryštof Kolumbus na svou výpravu vyplul ze sevillského přístavu na řece Guadalquivir) a tématem byl „Věk objevů“. Expa se zúčastnilo více než 100 zemí, celková rozloha výstaviště činila 215 hektarů (530 akrů) a celkový počet návštěvníků přesáhl 41 milionů. Ve stejné době probíhala menší a kratší specializovaná výstava Expo '92 Janov, která se konala na památku Kryštofa Kolumba, narozeného v Janově.

## Návrh společně pořádané výstavy s Chicagem
Expo'92 se konalo u příležitosti 500. výročí objevení Ameriky Kryštofem Kolumbem (1492  – 1992). Původně se výstava měla konat společně s městem Chicago, avšak kvůli problémům s financováním Chicago nabídku nepřijalo.

## Areál výstaviště
Areál výstaviště byl nesmírně rozsáhlý, rozkládal se na ploše 215 hektarů a nabízel rozmanité možnosti dopravy od autobusů přes trajekty až po lanovky a jednokolejnou železnici. Výstava představila působivou přehlídku světové architektury, mnoho zemí soupeřilo o titul nejnápaditějšího nebo nejkreativnějšího pavilonu, za zmínku stojí např. pavilon Japonska – největší dřevěná stavba na světě, pavilon Maroka – rekonstrukce marockého paláce, nebo modernistická stavba španělského pavilonu. Nejoblíbenějšími pavilony u návštěvníků byly pavilony Španělska a Kanady.

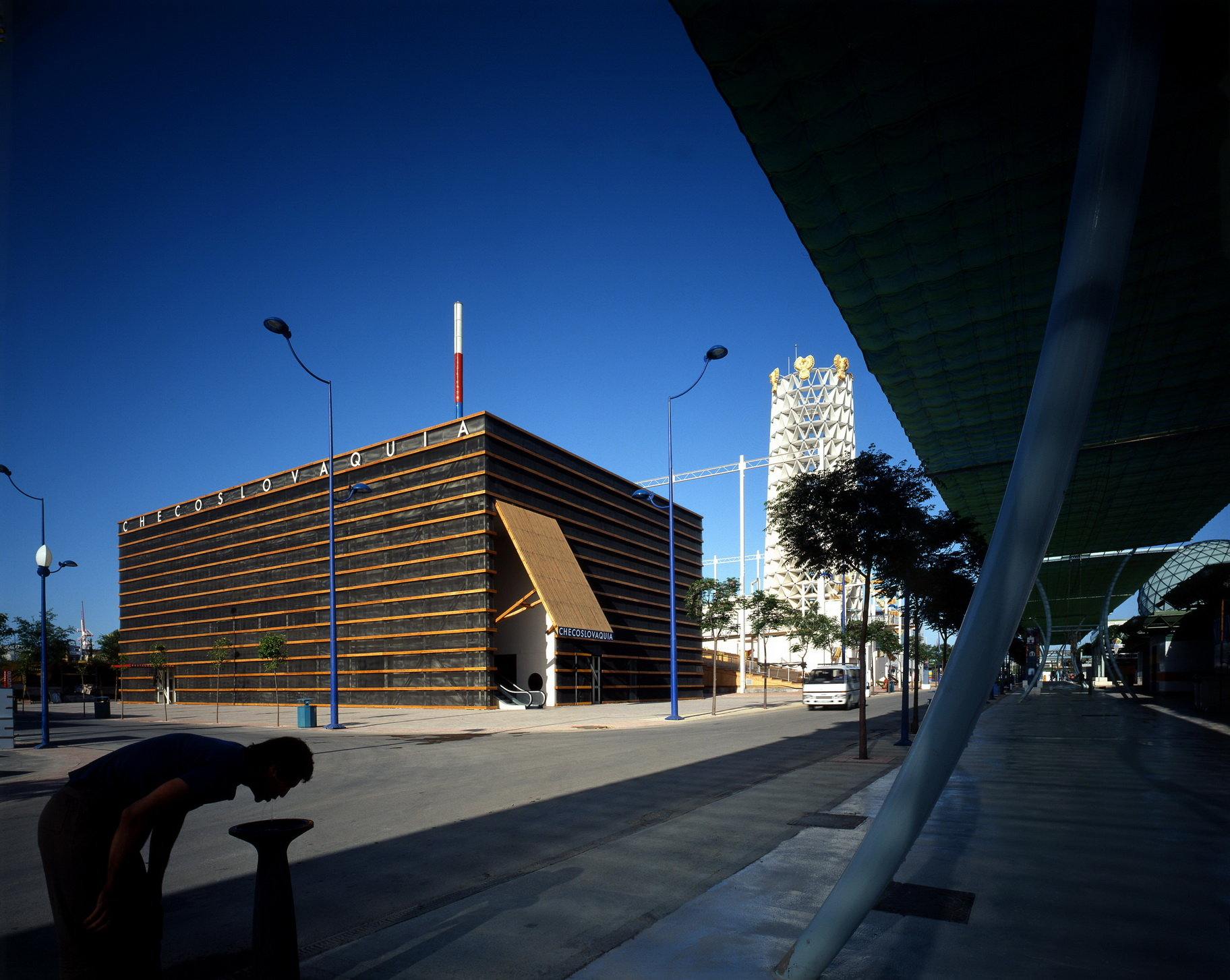
Československý pavilon

### Pavilony
Na Expu bylo zastoupeno více než sto národů, címž se zařadilo mezi největší do té doby pořádáné veletrhy. Kromě národních a komerčních pavilonů zde byl k vidění Královský pavilon a pět tematických pavilonů – Navigace, Objevování, Příroda, Životní prostředí a Patnácté století.
Československý pavilon vytvořili Martin Němec a Ján Stempel. Byl to poslední společný pavilon Čechů a Slováků.

## Areál po skončení výstavy
Po skončení výstavy byla řada pavilonů demontována, ale 32 pavilonů z celkového počtu 102 zůstalo zachováno. Areál byl rozdělen na výzkumný a vývojový park Cartuja 93 a zábavní park Isla Mágica, „Kouzelný ostrov“, kde se nachází také oblíbený pavilon Španělska.

## Přínos výstavy pro město
Město Sevilla mělo z prací provedených pro zajištění kvalitního Expa velký prospěch. Na letišti byl vybudován nový terminál, dvě městská nádraží nahradilo funkčnější vlakové nádraží, vznikla nová vysokorychlostní trať spojující Sevillu s Madridem, byly vybudovány dálnice a postaveny mosty Barqueta, Alamillo, Cartuja a El Cachorro, které usnadnily přístup na výstaviště. Expo mělo velmi pozitivní dopad na image Andalusie, protože umožnilo regionu předvést své organizační a logistické schopnosti.

## Galerie

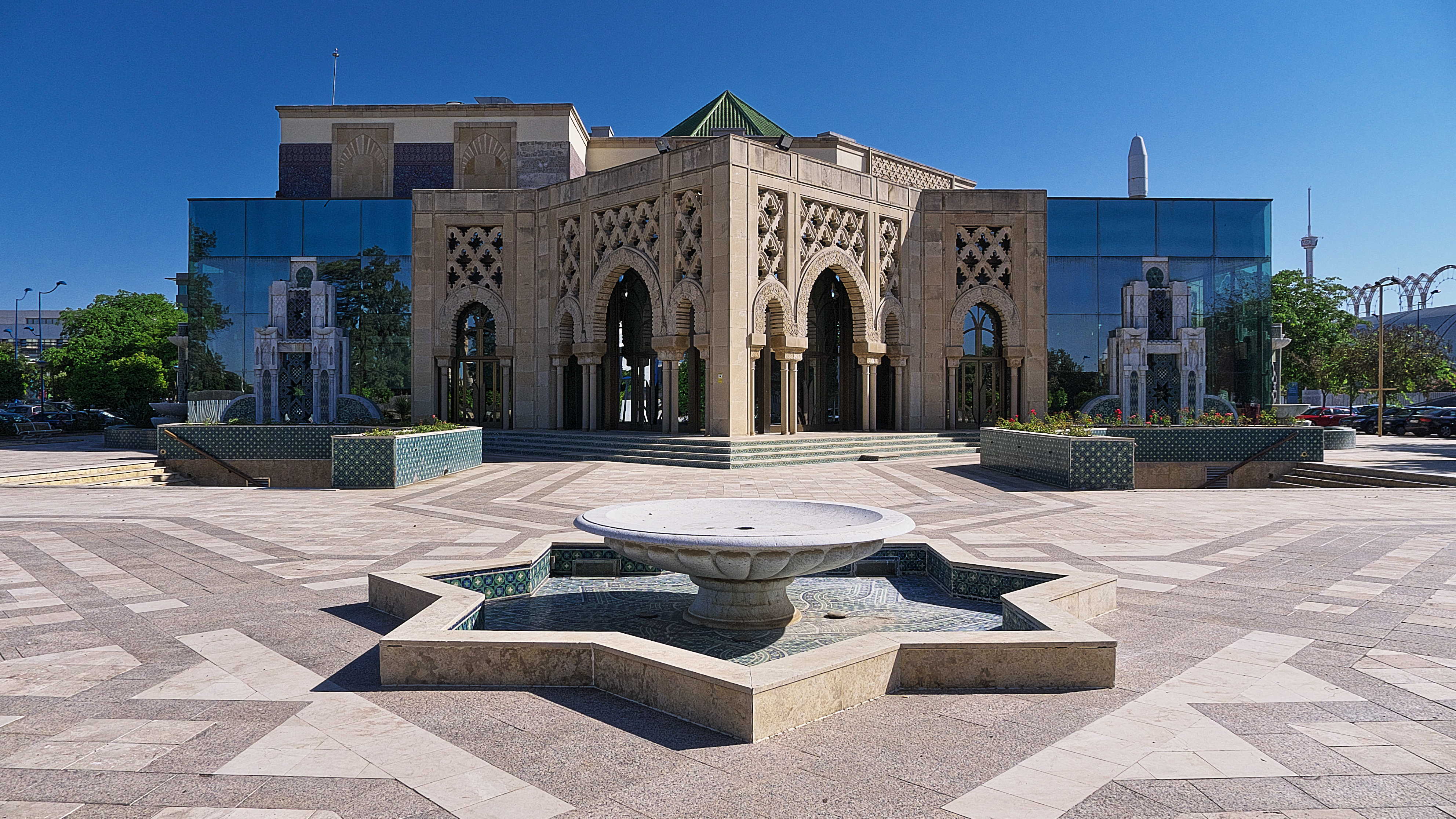
Marocký pavilon
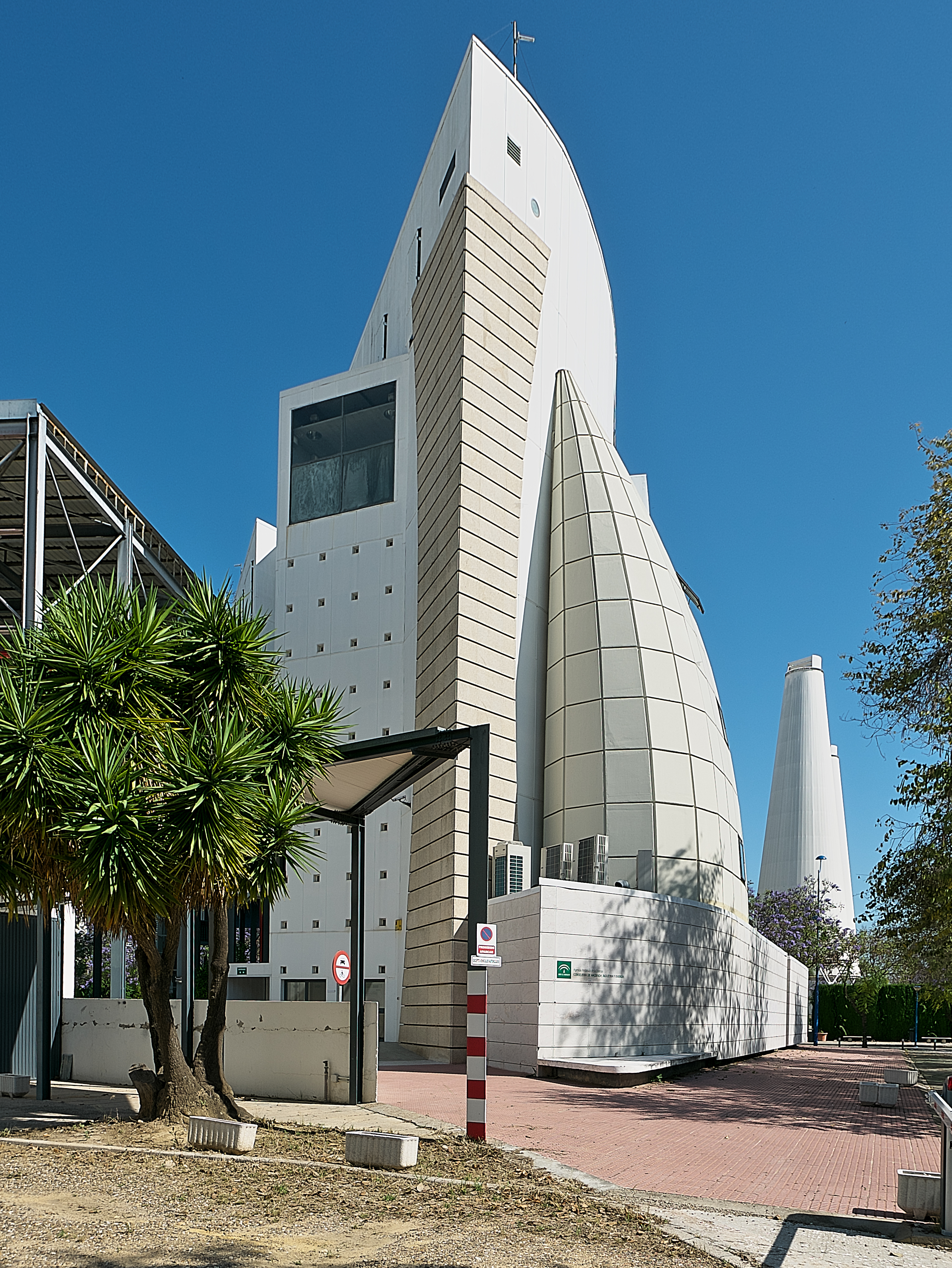
Portugalský pavilon
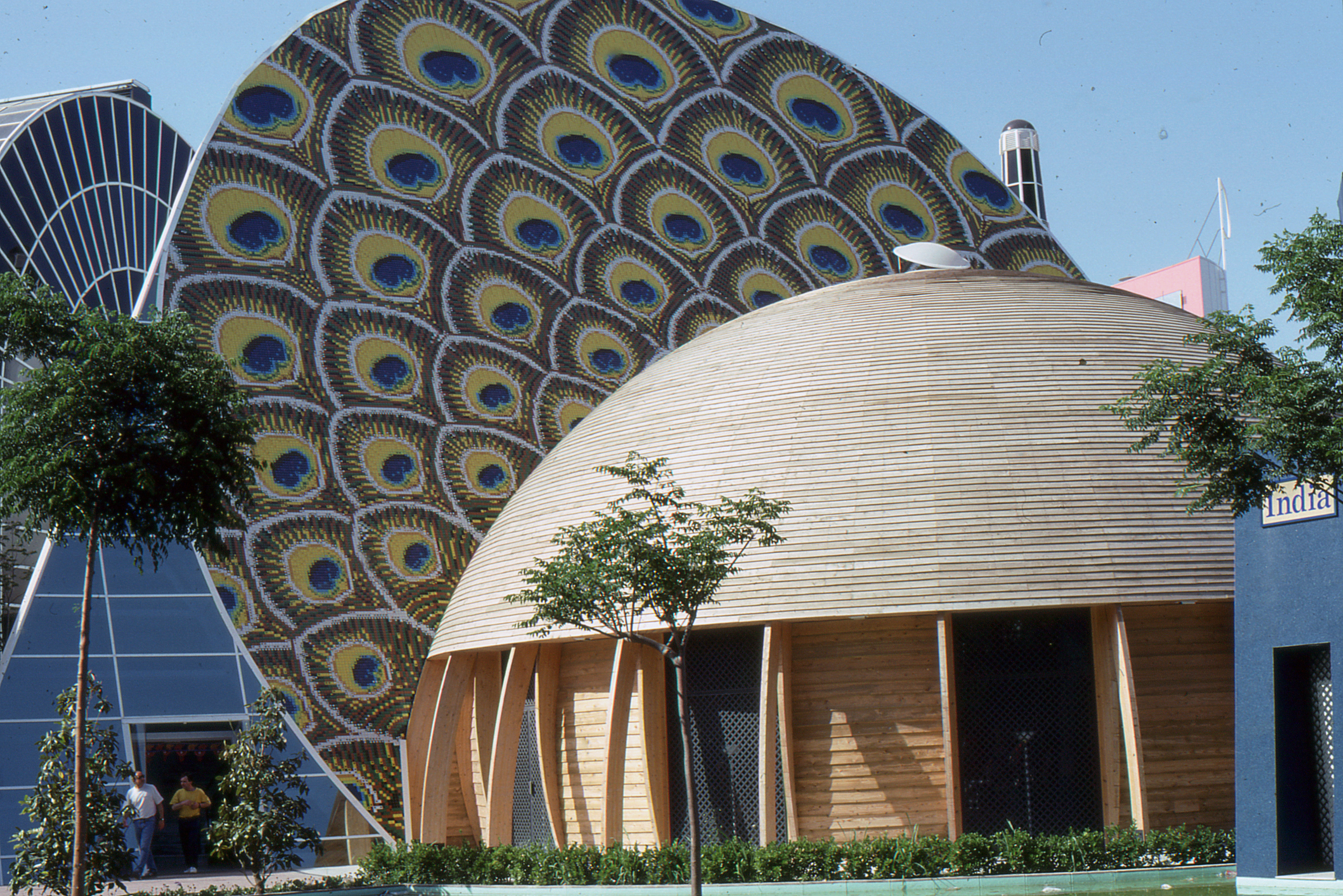
Indický pavilon
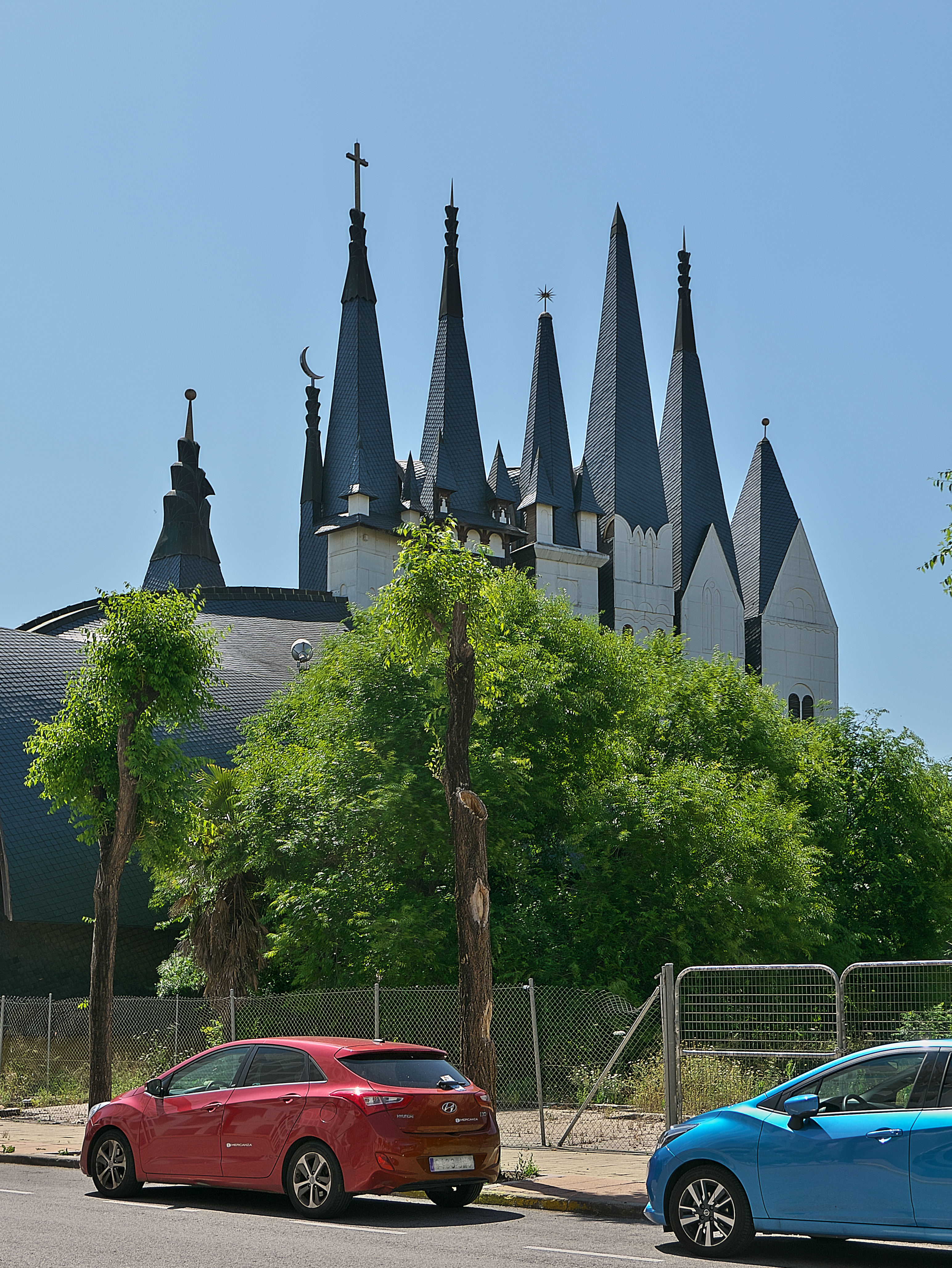
Maďarský pavilon
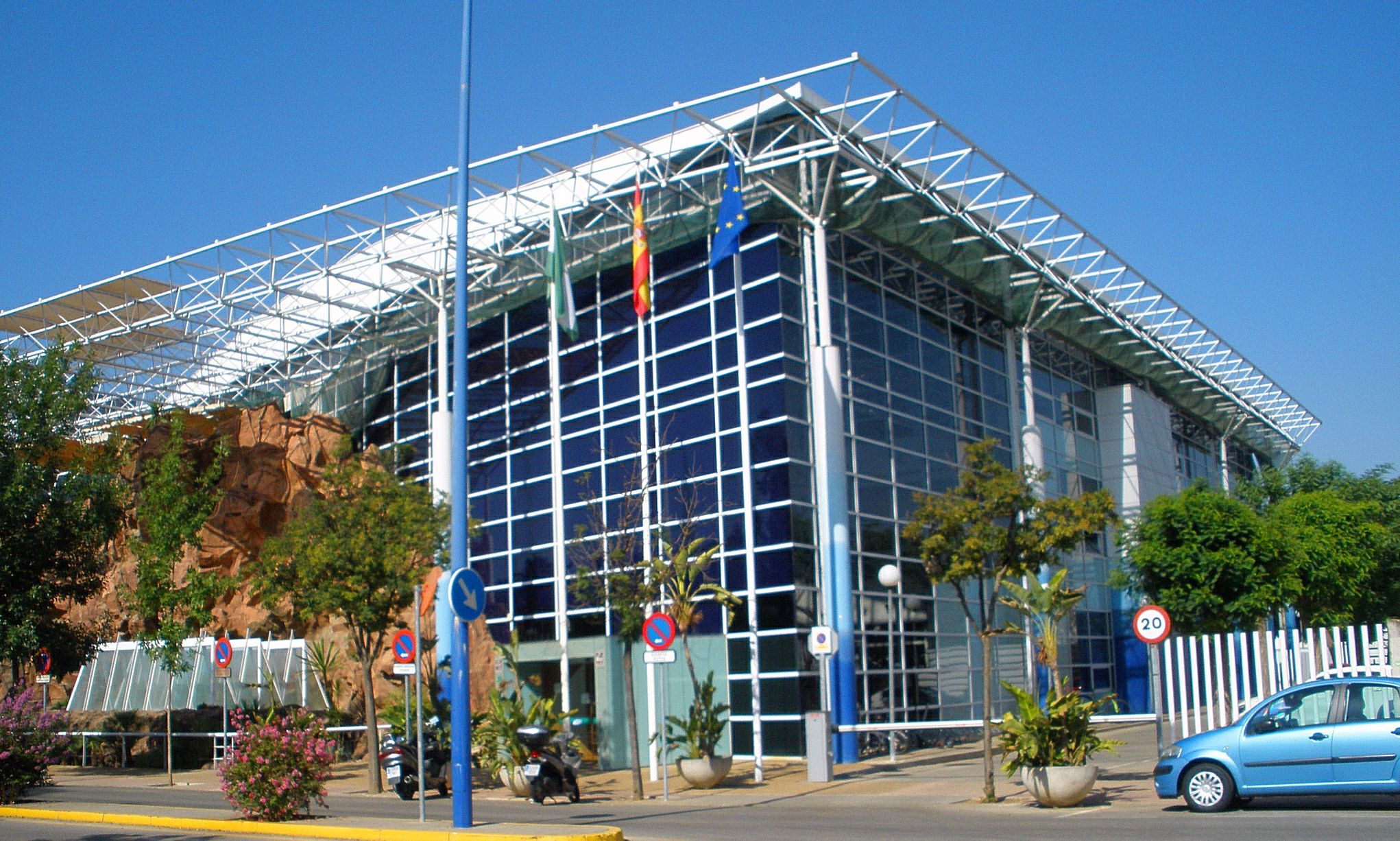
Novozélandský pavilon
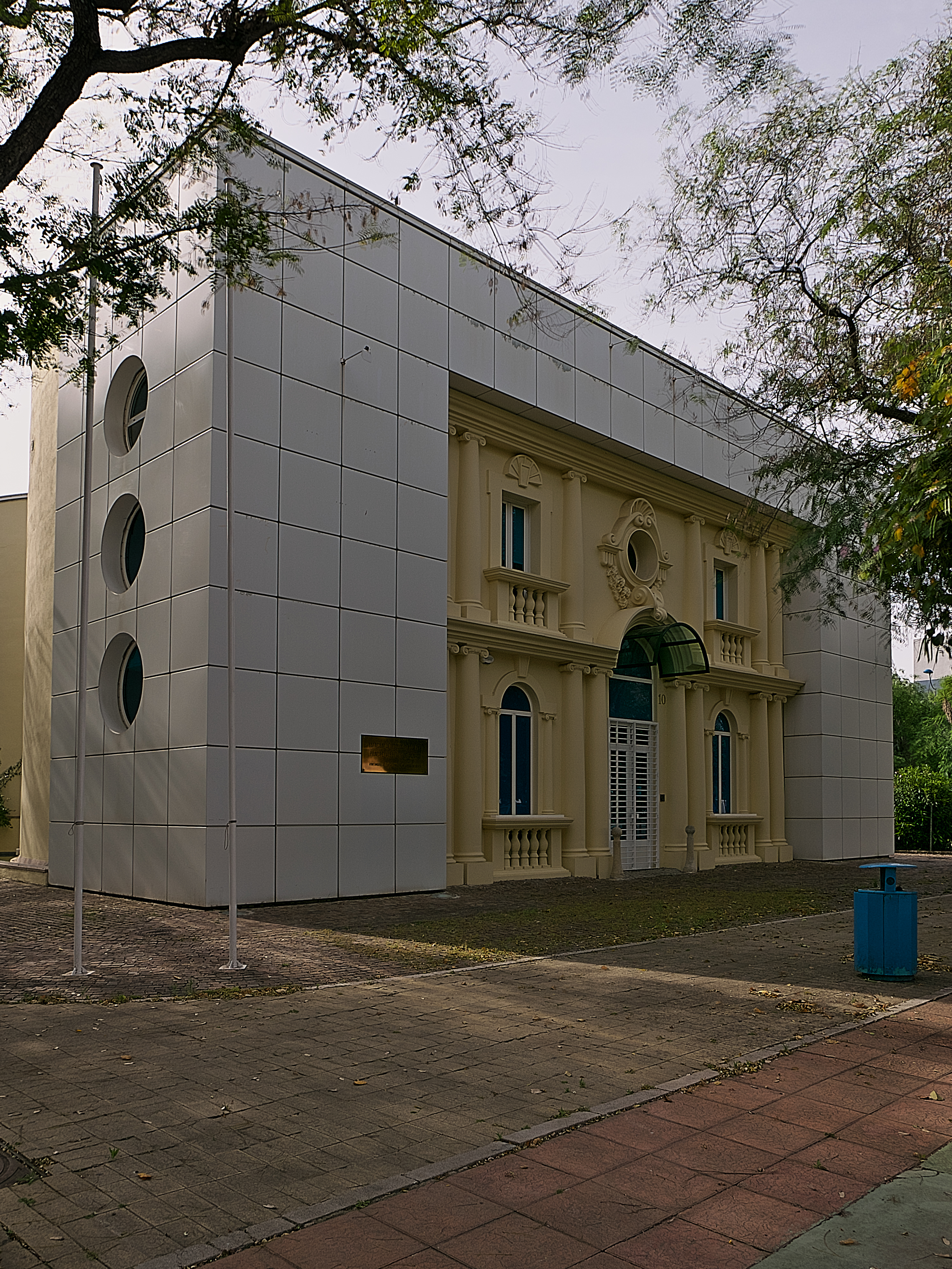
Monacký pavilon
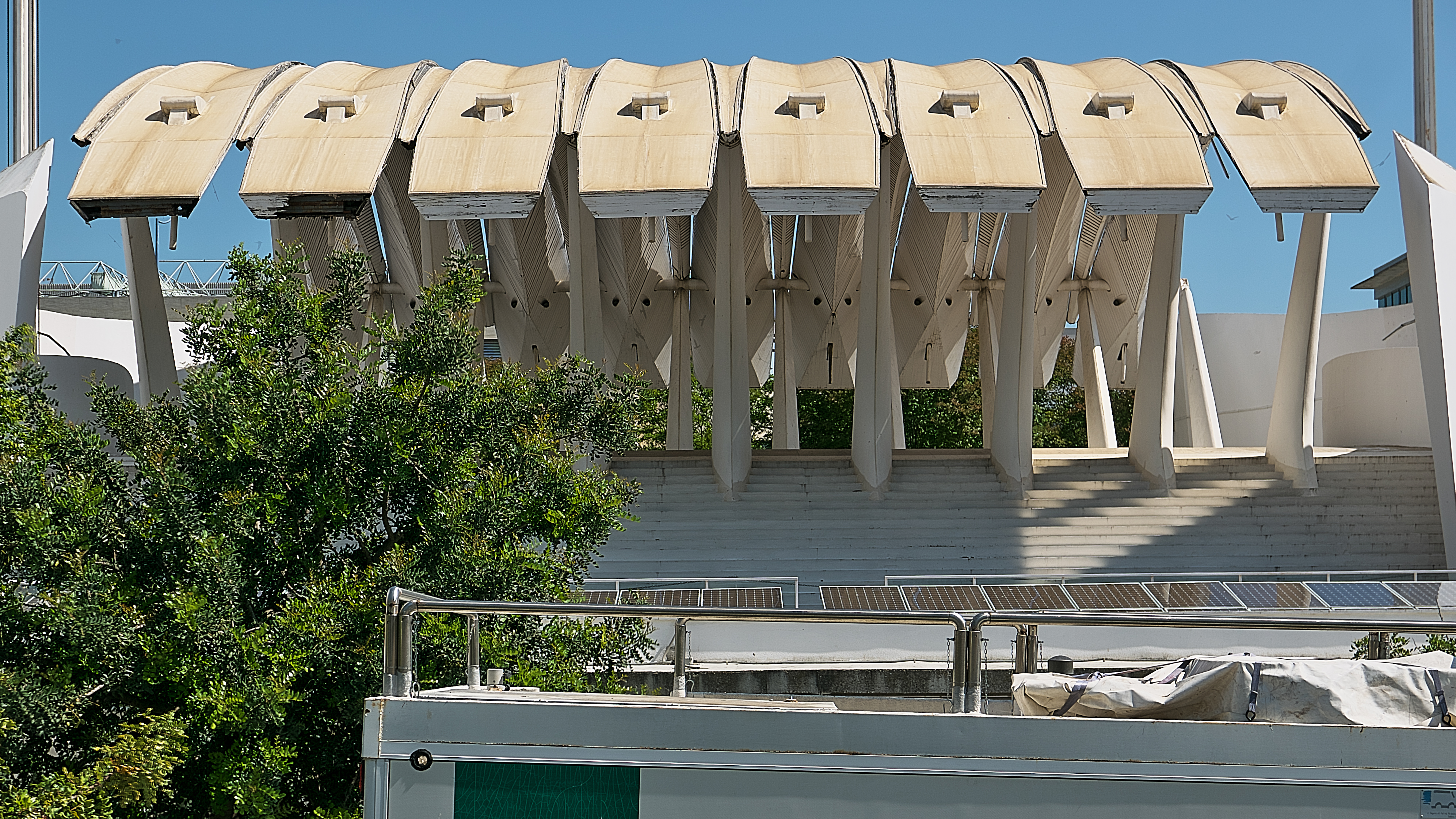
Kuvajtský pavilon